# 赤いサイロ
赤いサイロ（あかいサイロ、英: AKAI SAIRO）は、北海道北見市に所在する清月が製造・販売しているチーズケーキ。

## 概要
発売以来、清月の人気商品として定着している。名前の由来となっているのはサイロ。
「赤いサイロ」は店舗のほか公式オンラインショップで購入することもできるが、『平昌オリンピック』の女子カーリング日本代表（ロコ・ソラーレ）がハーフタイム時に「赤いサイロ」を食べていたことから全国的に注目され、チームの活躍もあって注文が殺到したために生産体制が追いつかず、商品の発送までには時間を要するようになった。また、北見市へのふるさと納税に対する返礼品にもなっているため、北見市のホームページへのアクセスや納税の申込みが急増した。店舗でも、開店と同時に売り切れるようになった。
尚、上述のことがきっかけで、パッケージにはロコ・ソラーレのロゴとともに「赤いサイロの清月はカーリングチーム ロコ・ソラーレを応援しています。」の表示がされるようになった。

## 沿革
- 1996年（平成08年）：「赤いサイロ」販売開始[5]。
- 1999年（平成11年）：日本航空（JAL）スーパーシート茶菓に採用[5]。
- 2003年（平成15年）：「薄荷羊羹」とともに近畿日本ツーリスト「メイト」のツアー菓子に採用[5]。
- 2021年（令和3年）：発売25周年を記念し、「長いサイロ」を発売[6][7]。

## 受賞
- シルシルミシル『日本全国隠れたお土産お菓子-1グランプリ』優勝[5]
- 『Google 年間検索ランキング 2011 北海道版』1位[5]
- 『Yahoo!検索大賞2018』スイーツ部門賞[8]